# Suspekt
Suspekt ist eine dänische Hip-Hop-Gruppe aus Albertslund.

## Bandgeschichte
Ende der 1990er Jahre gründeten der Produzent Rune Rask und die Rapper Bai-D und Orgi-E die Hip-Hop-Gruppe Suspekt in einem Vorort der dänischen Hauptstadt Kopenhagen. Ihr erstes, nach der Gruppe benanntes Album erschien 1999, doch erst 2003, als Quartett zusammen mit Troo.L.S, hatten sie einen ersten Erfolg mit dem Album Ingen slukker The Stars, das in die dänischen Charts einstieg. Der Durchbruch kam 2007 mit dem dritten Album Prima nocte und der Single Fuck af!, die beide in die Top 10 der entsprechenden Hitlisten einstiegen.
Zwei Jahre später schlossen sich die Vier mit dem Rapper Liam O’Connor alias L.O.C zum Projekt Selvmord zusammen. Gemeinsam erreichten sie Platz 1 der Single und Albumcharts. Zwar verließ Troo.L.S Suspekt für eine Solokarriere, aber die restlichen Mitglieder machten als Trio weiter und schafften es 2011 selbst an die Chartspitze. Zuerst stieg der Song Klaus Pagh im Mai auf Platz 1 der Singlecharts ein, vier Monate später erreichte das zugehörige Album Elektra die Chartspitze. Es wurde außerdem mit Platin ausgezeichnet. Auch die beiden folgenden Studioalben V (2014) und 100 % Jesus (2017) kamen auf Platz 1.

## Mitglieder
- Bai-D (Andreas Bai Duelund)
- Orgi-E (Emil Simonsen)
- Rune Rask

ehemaliges Mitglied
- Troo.L.S (Troels Nielsen)

## Diskografie

### Alben
| Jahr | Titel                     | Höchstplatzierung, Gesamtwochen, AuszeichnungChartsChartplatzierungen (Jahr, Titel, Platzierungen, Wochen, Auszeichnungen, Anmerkungen) | Anmerkungen                                    |
| Jahr | Titel                     | DK | Anmerkungen                                    |
| ---- | ------------------------- | --- | ---------------------------------------------- |
| 2003 | Ingen slukker The Stars   | DK20 ×3Dreifachplatin · (1 Wo.)DK |                                                |
| 2007 | Prima nocte               | DK5 ×5Fünffachplatin · (13 Wo.)DK | Erstveröffentlichung: 1. Oktober 2007          |
| 2011 | Elektra                   | DK1 Platin · (8 Wo.)DK | Erstveröffentlichung: 12. September 2011       |
| 2014 | V                         | DK1 Platin · (9 Wo.)DK | Erstveröffentlichung: 8. September 2014        |
| 2015 | De bedste til smatten     | DK8 (18 Wo.)DK | Erstveröffentlichung: 1. Juni 2015 Kompilation |
| 2015 | Suspekt – Savklinge vinyl | DK10 (1 Wo.)DK | Erstveröffentlichung: 17. Juli 2015            |
| 2017 | 100 % Jesus               | DK1 ×2Doppelplatin · (23 Wo.)DK | Erstveröffentlichung: 17. Februar 2017         |
| 2020 | Sindssyge ting            | DK1 ×3Dreifachplatin · (76 Wo.)DK | Erstveröffentlichung: 14. Februar 2020         |
| 2023 | Ancient Aliens            | DK2 (2 Wo.)DK | Erstveröffentlichung: 15. September 2023       |

Weitere Alben
- 2003: Suspekt
- 2020: Suspekt Worldwide (Kompilation)

### Singles
| Jahr | Titel Album                            | Höchstplatzierung, Gesamtwochen, AuszeichnungChartsChartplatzierungen (Jahr, Titel, Album, Platzierungen, Wochen, Auszeichnungen, Anmerkungen) | Anmerkungen                                           |
| Jahr | Titel Album                            | DK | Anmerkungen                                           |
| ---- | -------------------------------------- | --- | ----------------------------------------------------- |
| 2007 | Fuck af! Prima nocte                   | DK10 (8 Wo.)DK |                                                       |
| 2011 | Klaus Pagh Elektra                     | DK1 Gold · (3 Wo.)DK |                                                       |
| 2011 | Helt alene Elektra                     | DK21 Gold · (2 Wo.)DK | feat. Tina Dickow                                     |
| 2014 | Søn af en pistol V                     | DK3 Gold · (3 Wo.)DK | Erstveröffentlichung: 26. Mai 2014                    |
| 2014 | Bollede hende i går V                  | DK18 (3 Wo.)DK |                                                       |
| 2014 | S.U.S.P.E.K.T. V                       | DK8 ×2Doppelplatin · (1 Wo.)DK |                                                       |
| 2015 | Søndagsbarn De bedste til smatten      | DK3 ×3Dreifachplatin · (15 Wo.)DK | Erstveröffentlichung: 11. Mai 2015 feat. Lukas Graham |
| 2016 | Hun blev bare så glad 100 % Jesus      | DK16 Platin · (5 Wo.)DK | Erstveröffentlichung: 27. Dezember 2016               |
| 2019 | Gonzo Sindssyge ting                   | DK4 ×5Fünffachplatin · (61 Wo.)DK | Erstveröffentlichung: 24. Mai 2019                    |
| 2020 | Vil du med … Sindssyge ting            | DK3 Platin · (10 Wo.)DK | feat. Tessa                                           |
| 2020 | Mer prestige mer pastis Sindssyge ting | DK33 (1 Wo.)DK | feat. U$o & Marwan                                    |
| 2020 | Fang mig i en brandert Sindssyge ting  | DK39 (1 Wo.)DK |                                                       |
| 2021 | Popo (Lad mig se den igen) –           | DK20 (1 Wo.)DK | Erstveröffentlichung: 4. Juni 2021                    |
| 2024 | Flere mål, 4-0 –                       | DK13 (3 Wo.)DK | Suspekt & Rune Rask                                   |
| 2024 | Tænker ik på andre –                   | DK1 ×2Doppelplatin · (… Wo.)DK | Erstveröffentlichung: 30. August 2024 feat. Uro       |

Weitere Singles
- 2003: Kinky fætter (DK: ×3Dreifachplatin )
- 2007: Proletar (hvor jeg står) (DK: ×3Dreifachplatin )
- 2007: Tabuisme (DK: Platin)
- 2007: Nulpunktet (DK: Platin)
- 2007: Prima nocte (DK: Gold)
- 2008: Misbrug (feat. L.O.C)
- 2008: Sut den op fra slap
- 2011: Ruller tungt
- 2014: Danmark (mit Folkeklubben, DK: Platin)
- 2016: Står stadig
- 2017: 100 % Jesus (DK: Gold)
- 2020: Klam fyr (DK: Gold)
- 2022: Hæld op (feat. Xander, DK: Gold)

### Gastbeiträge
| Jahr | Titel Album | Höchstplatzierung, Gesamtwochen, AuszeichnungChartsChartplatzierungen (Jahr, Titel, Album, Platzierungen, Wochen, Auszeichnungen, Anmerkungen) | Anmerkungen                                |
| Jahr | Titel Album | DK | Anmerkungen                                |
| ---- | ----------- | --- | ------------------------------------------ |
| 2024 | København – | DK3 (… Wo.)DK | Rune Rask & Toomanylefthands feat. Suspekt |

Weitere Gastbeiträge
- 2005: Få din flask på (L.O.C. feat. Suspekt, DK: Gold)
- 2016: Fri (Benal feat. Suspekt, DK: Platin)
- 2017: Velkommen hjem (Shaka Loveless feat. Suspekt)
- 2023: Toxic (Tessa feat. Suspekt, DK: Gold)